# Apollo van Piombino
De Apollo van Piombino  is een Grieks bronzen beeld van de god Apollo als jonge man (kouros). Mogelijk stelt het beeld niet de god zelf voor, maar een jongen die een offer brengt. Het brons is ingelegd met koper voor de lippen, wenkbrauwen en tepels van de jongen. De ogen, die ontbreken, waren van een ander materiaal, misschien been of ivoor. Sinds 1834 bevindt het zich in de collectie van het Louvre in Parijs. 

## Geschiedenis
Het beeld werd gevonden in 1832 in een scheepswrak in de haven van Piombino (het Romeinse Populonia) in Etrurië. In 1834 werd het gekocht voor het Louvre. 
De archaïsche stijl leidde ertoe dat geleerden als Reinhard Lullies en Max Hirmer  dachten dat het beeld in de vijfde eeuw voor Christus was gemaakt in Magna Graecia, het Helleense cultuurgebied in Zuid-Italië. Het beeld werd beroemd en afgietsels ervan waren te vinden in de studiecollecties van universiteiten en musea. Het Louvre maakte een exemplaar dat werd geschonken aan Piombino. 
In 1967 stelde BS Ridgeway dat het om een pastiche uit de eerste eeuw voor Christus moest gaan, gemaakt om bij de Romeinse elite in de smaak te vallen. Zij gebruikte hiervoor niet alleen stilistische aanwijzingen, zoals de zachte contour van de rug, maar ook de ingelegde inscriptie van zilver op de linker voet. Deze inscriptie draagt het beeld op aan een andere godin, Athena, wat hoogst ongebruikelijk is.
De twee verantwoordelijke beeldhouwers hadden in het beeld een loden label met hun namen (Menodotos en Xenophon) verborgen, dat werd gevonden toen het beeld in 1842 werd gerestaureerd. Menodotos' familie had een bekend atelier op Rhodos. Zijn vader was daar vanuit Tyrus heen getrokken. In 1977 werd in Pompeï, in het huis van Gaius Julius Polybius, een vergelijkbaar beeld ontdekt. Het is dus mogelijk dat het beeld uit Piombino, wellicht als een bewuste vervalsing, direct voor de Romeinse markt werd gemaakt. Recent onderzoek van Benoît Mille en Sophie Descamps-Lequime laat de mogelijkheid echter open dat het beeld in een heiligdom op Rhodos heeft gestaan voor het naar Italië gebracht werd. 

## Afbeelding

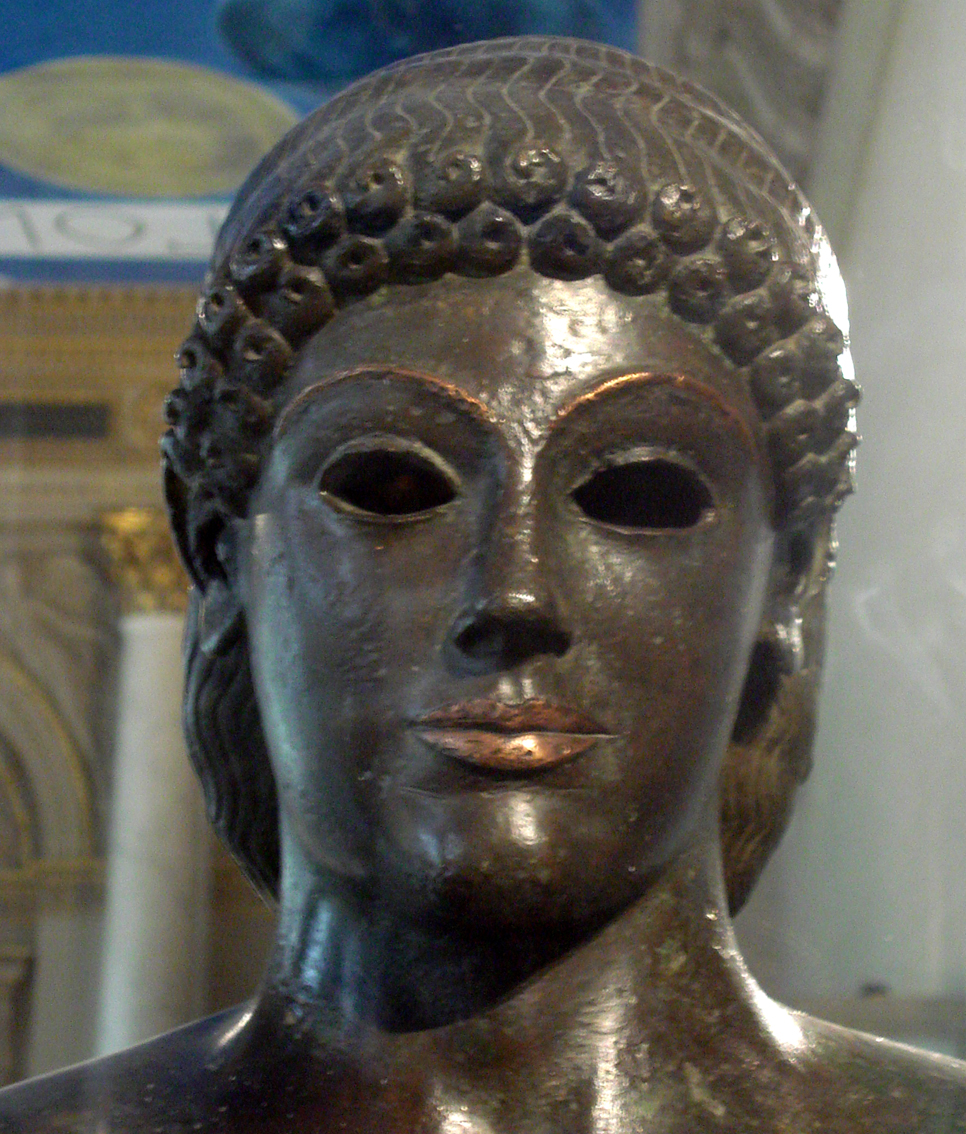
detail
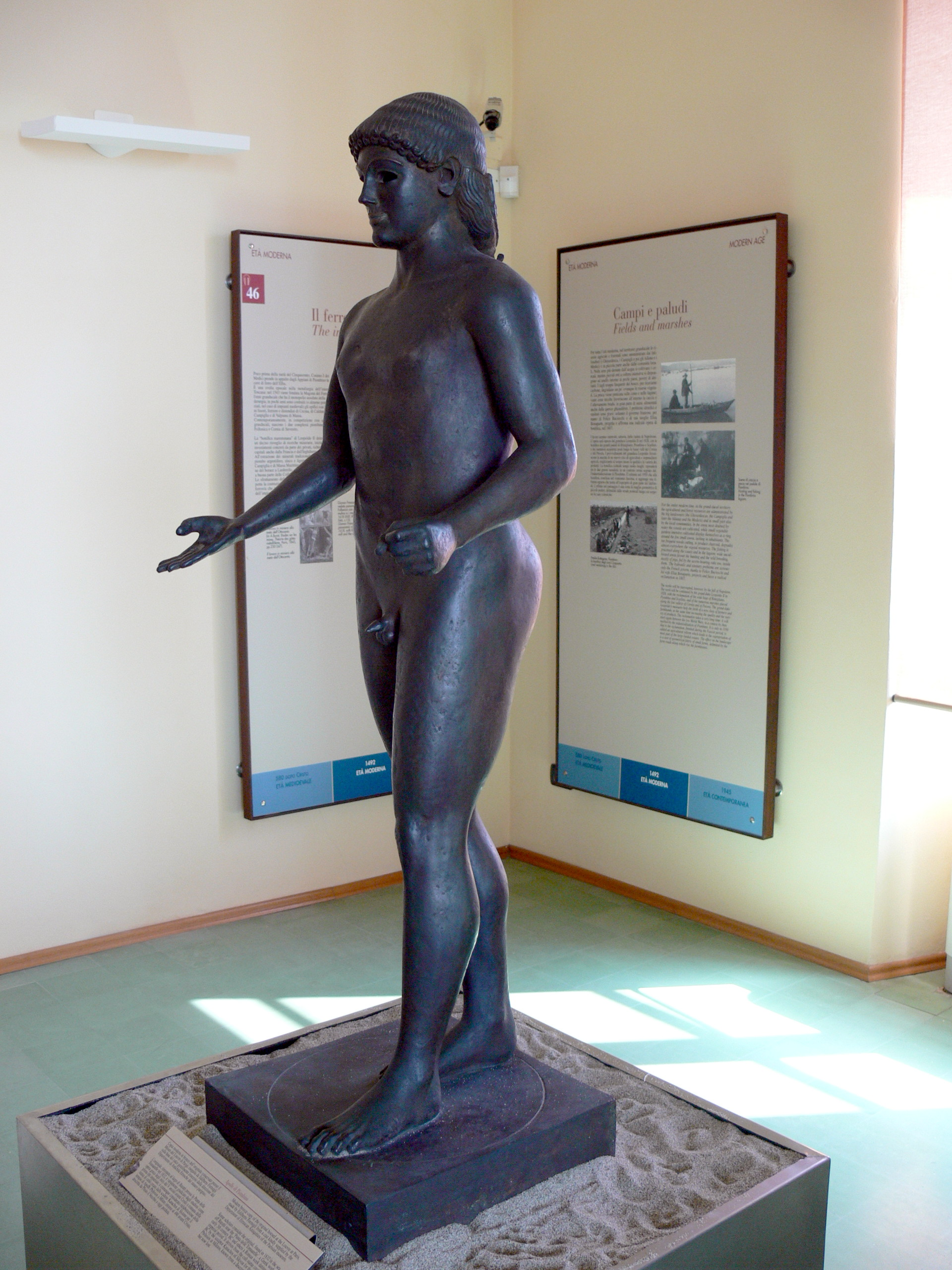
Kopie in het archeologisch museum in Piombino